# Bifericeras
Biferoceras is een uitgestorven geslacht van mollusken, dat leefde tijdens het Vroeg-Jura.

## Beschrijving
Bij dit geslacht behoorde de kleine schelp (microconch) toe aan een mannelijk dier, terwijl de grote schelp (macroconch) toebehoorde aan een vrouwelijk dier. Dit was een logisch gevolg van het feit, dat vrouwtjes eieren produceerden, die waarschijnlijk ook door hen werden uitgebroed. De diameter van de schelp bedroeg ongeveer 7 cm.

## Leefwijze
Dit geslacht bewoonde open, matig diepe zeeën, waar het zich voedde met aas en kleine ongewervelden.